# André Castaigne

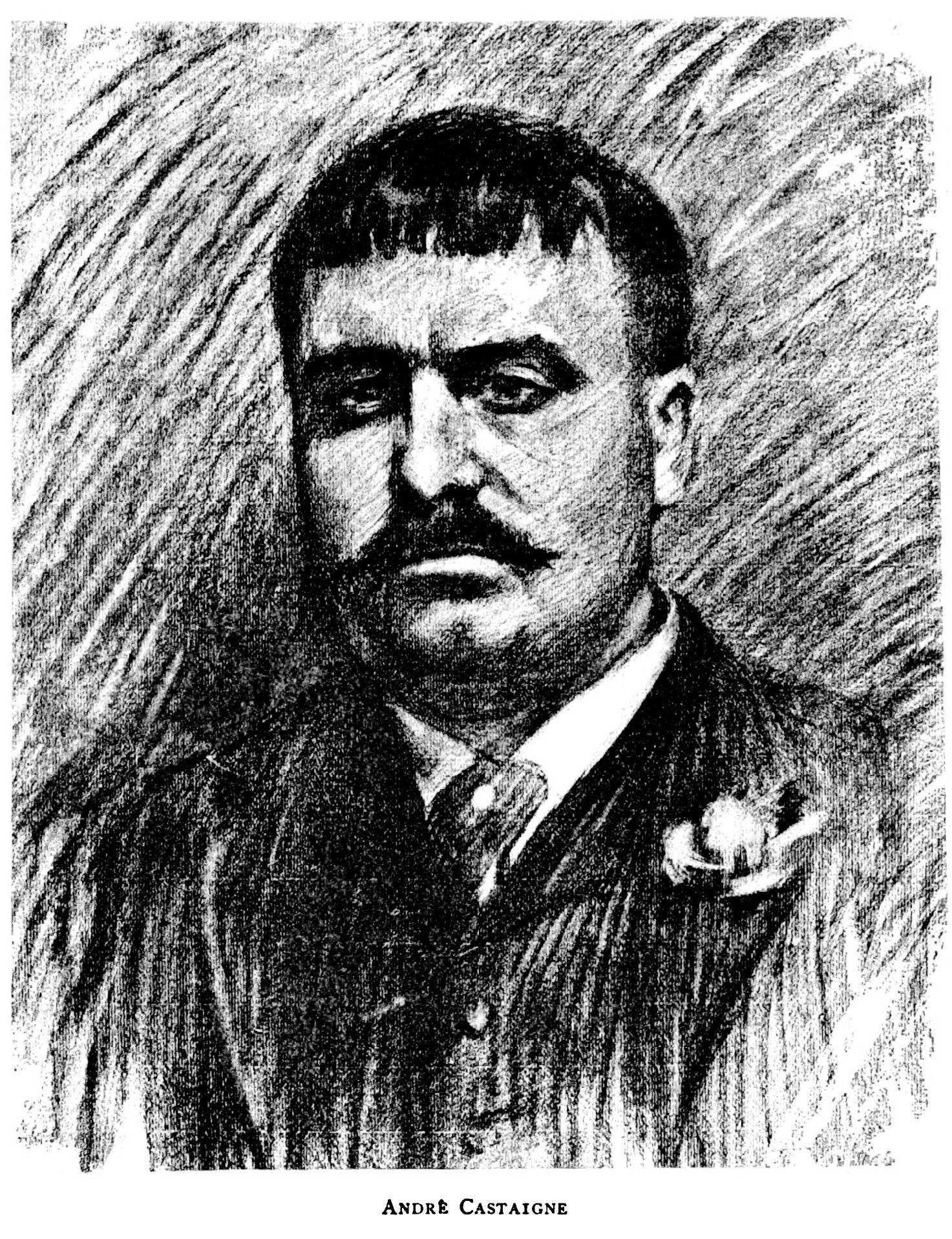
André Castaigne 1893

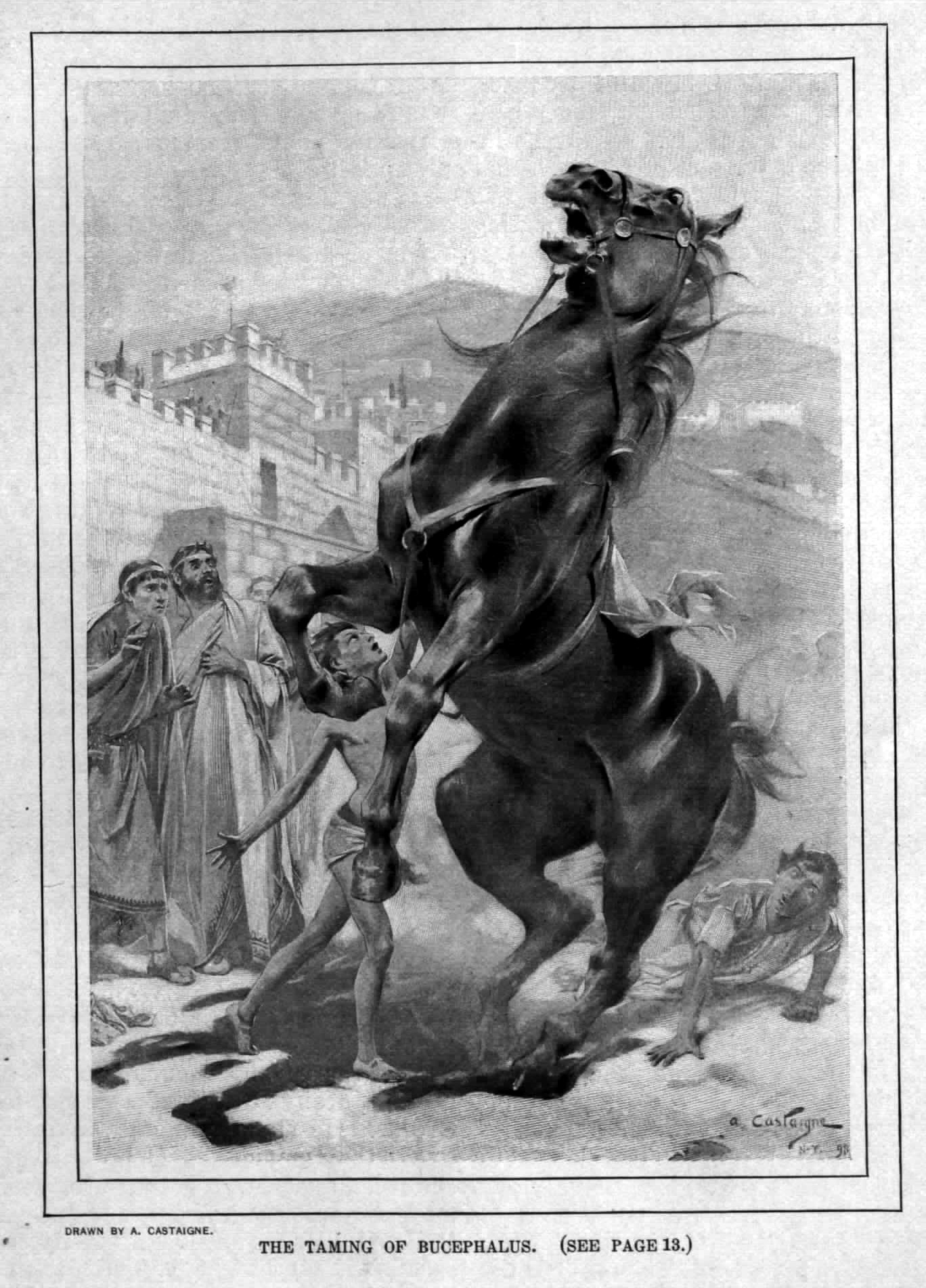
Die Zähmung des Bukephalos (1888–1889)

Jean Alexandre Michel André Castaigne (* 7. oder 21. Januar 1861 in Angoulême; † 25. Februar 1929 in Angoulême) war ein französisch-US-amerikanischer Maler.

## Leben
André Castaignes Eltern waren der Maler Jean Eusèbe Joseph Castaigne (1828–1902) und dessen Ehefrau Mathilde Debouchaud. Er hatte einen Bruder, den Dichter Joseph Castaigne (1859–1923), der unter dem Pseudonym Jean Destrains publizierte.
Mit siebzehn Jahren begann André Castaigne, in Paris an der damaligen Académie Suisse zu studieren; nach einigen Monaten wechselte er zur Académie des Beaux-Arts, wo seine Lehrer die Maler Alexandre Cabanel und Jean-Léon Gérôme waren. Seine erste Ausstellung hatte er 1884 in Paris, danach kam sein Bild Dante et Béatrice nach New Orleans und wurde viel beachtet. 1887 stellte er das riesige Gemälde The Deluge aus, das später in die städtische Galerie seiner Geburtsstadt Angoulême kam. 1888 malte er ein Porträt des Comte de Dampierre im Jagdrock und schuf 1889 eine Figur After the Combat, die später in die Peabody Gallery in Baltimore kam.
Nach sechs fruchtbaren Jahren in England kam Castaigne 1890 als Direktor und Inspektor des Baltimore Charcoal Club in die Vereinigten Staaten. Dort bereiste er die Städte Washington, Chicago, Indianapolis, Detroit, Buffalo, Boston, New York und Philadelphia. Von 1900 bis 1916 war er Mitarbeiter des Magazins The Century; in dessen Auftrag bereiste er Korsika, Griechenland und den Rhein, an dem er Augustine Birrells Reiseberichte bebilderte. Für The Century fertigte er über 160 Illustrationen, allein von November 1898 bis Oktober 1899 über 36 Zeichnungen und Gemälde zu Alexander dem Großen. 1901 bis 1913 arbeitete er auch für Harper’s Magazine.
Während eines sechsjährigen Frankreich-Aufenthalts mit einem Winterstudio in Paris und einem Sommerstudio in Angoulême illustrierte Castaigne William Milligan Sloanes The Life of Napoléon Bonaparte, Richard Whiteings Paris of To-Day und Bertha Runkles The Helmet of Navarre.
Castaigne ist vor allem bekannt für seine Illustrationen des Romans Le Fantôme de l'Opéra von Gaston Leroux.
André Castaigne war der Hauptzeichner des damaligen französischen Präsidenten Félix Faure, der ihm mit 39 Jahren das rote Band der Ehrenlegion verlieh. Castaigne starb unverheiratet am 25. Februar 1929 im Krankenhaus Sainte-Marthe in Angoulême nach einer Hernienoperation.

## Werke (Auswahl)
- Dante et Béatrice
- The Deluge
- Comte de Dampierre
- After the Combat
- Underdeck, voyage to America
- Mining in California

## Belege
1. ↑  Ein Artikel der New York Times vom 23. März 1901 (Joseph B. Gilder: Andre Castaigne Revisits America on a Government Mission. In The New York Times, 23. März 1901.) gibt den 7. Januar an. (Der gescannte Text ist als PDF-Dokument online verfügbar unter: http://query.nytimes.com/mem/archive-free/pdf?_r=1&res=9E03E4DE1139E733A25750C2A9659C946097D6CF&oref=slogin).
François Castaigne (zitiert nach
Archivierte Kopie (Memento des Originals vom 31. August 2013 im Internet Archive)  Info: Der Archivlink wurde automatisch eingesetzt und noch nicht geprüft. Bitte prüfe Original- und Archivlink gemäß Anleitung und entferne dann diesen Hinweis.) nennt den 21. Januar 1861.
2. ↑  http://gw.geneanet.org/garric?lang=fr&p=andre&n=castaigne
3. ↑  http://gw.geneanet.org/garric?lang=fr&p=andre&n=castaigne